# Gefüllte Aubergine

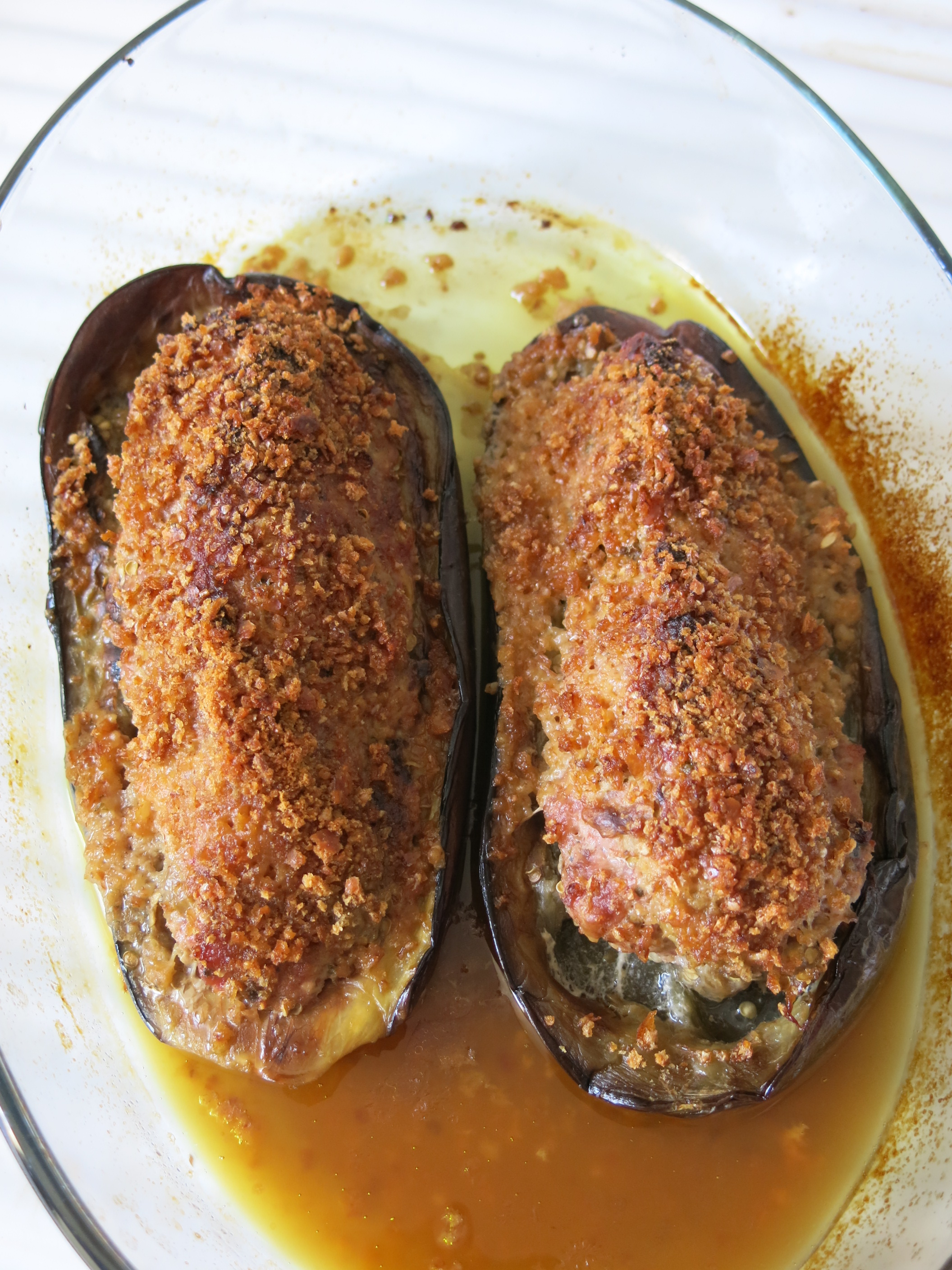
Gefüllte Auberginen

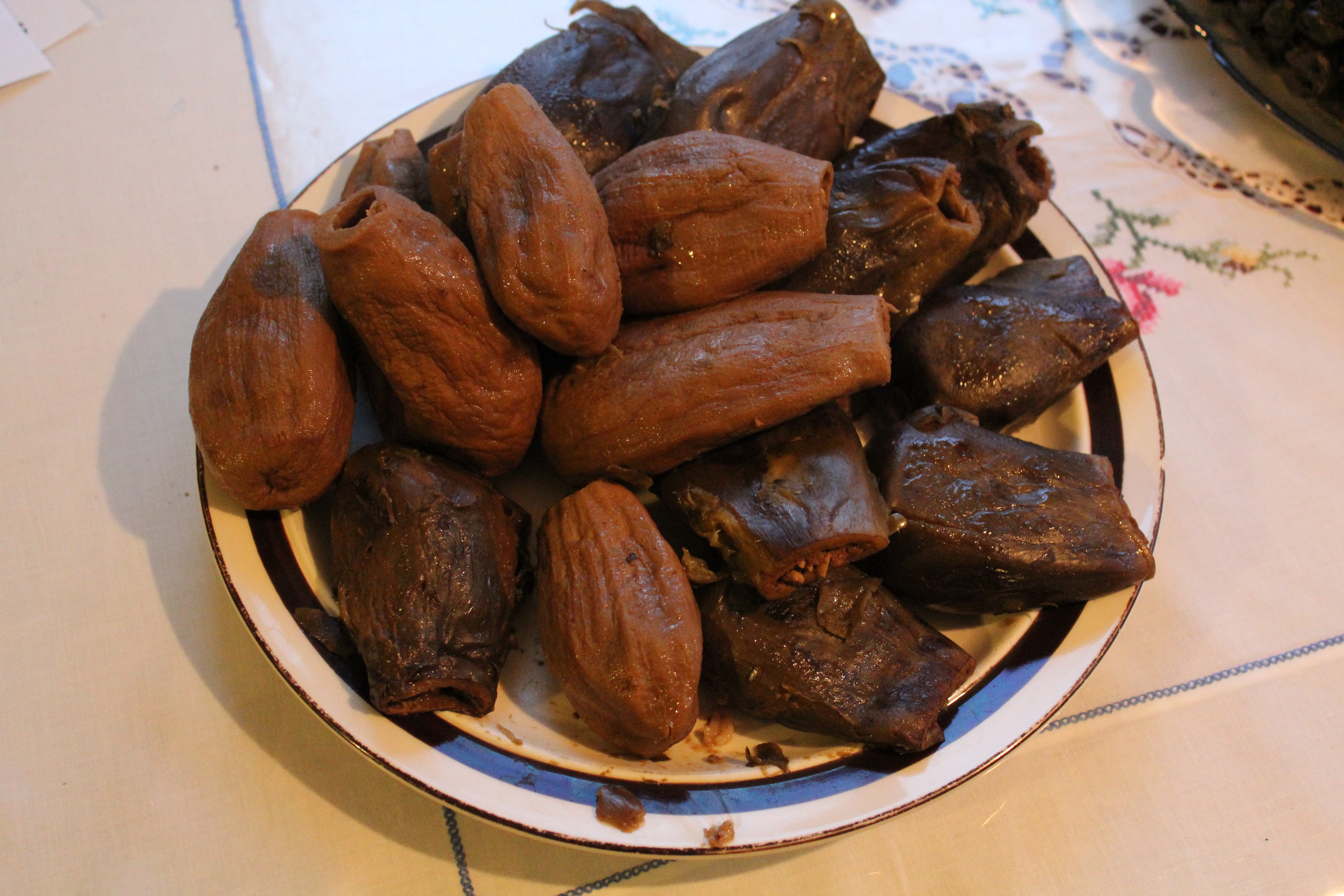
Gefüllte Auberginen

Gefüllte Auberginen sind eine Zubereitung als Gemüse (botanisch sind sie aber Früchte) aus ausgehöhlten Auberginen mit einer Füllung, vor allem typisch in den Mittelmeerländern und im Nahen Osten.

## Geschichte
Gefüllte Auberginen sind schriftlich seit dem 13. Jahrhundert in arabischen Kochbüchern belegt. Araber brachten die Aubergine nach Spanien und Italien, wo man erst glaubte, die Früchte wären mele insane (also ungesunde oder verrückte Früchte), was zu einer neuen Bezeichnung führte: Melanzane. Im 16. Jahrhundert fand der italienische Arzt und Botaniker Pietro Andrea Mattioli heraus, dass sie unschädlich und nicht alle unangenehm im Geschmack sind. Er empfahl, sie zu kochen, in Scheiben zu schneiden und in Öl zu braten.

## Zubereitung
Abhängig von der Form und Größe, gibt es zwei Methoden um Auberginen zu befüllen: große Früchte werden längs halbiert und die Hälften „ausgelöffelt“. Bei den kleinen Formen wird das Stielende abgeschnitten und die Auberginen im Ganzen ausgehöhlt. Die freigelegten Innenseiten werden in der Regel gesalzen, um sie zu entwässern, und mit Zitronensaft beträufelt, um eine Oxidation zu vermindern. Salzen soll auch der Bitterkeit entgegenwirken, was bei den neueren Sorten heute nicht mehr notwendig ist.
Zur Füllung wird das ausgehöhlte Fruchtfleisch mitverwendet; kleingehackt wird es mit weiteren Zutaten wie Hackfleisch, Risotto, zerkleinerte Tomaten, Zwiebeln, Anchovis, Oliven, Eiern, o. a. vermengt und mit Kräutern und oft auch Knoblauch gewürzt. Die hohlen Auberginen bzw. -hälften werden befüllt, je nach Rezept mit Tomatenscheiben belegt oder geriebenem Käse/Bröseln bestreut und im Backofen gegart. Andere Rezeptvarianten verlangen vorgegarte Auberginen, die dann aufgeschnitten und ausgehöhlt werden. Das gegarte Fruchtfleisch wird mit frischen Tomaten, Zwiebeln und einer leichten Mayonnaise vermischt, die befüllten Hälften werden gekühlt serviert.

## Lokale Varianten
Auch im deutschen Sprachraum bekannte türkische Gerichte sind İmam bayıldı (mit Gemüsefüllung) und Karnıyarık (mit Gemüse- und Hackfleischfüllung). In Kalabrien wurden Melanzane ripiene in die Liste der traditionellen Agrar- und Ernährungsprodukte aufgenommen. Griechische Melitzanes papoutsakia („kleine Auberginen-Schuhe“) werden in der Regel mit Hackfleisch und Béchamelsauce gefüllt. In Spanien heißen gefüllte Auberginen Berenjenas rellenas.